# Siepraw (gmina)
Siepraw est une gmina rurale du powiat de Myślenice, Petite-Pologne, dans le sud de la Pologne. Son siège est le village de Siepraw, qui se situe environ 10 km au nord de Myślenice et 17 km au sud de la capitale régionale Cracovie.
La gmina couvre une superficie de 31,92 km2 pour une population de 7 809 habitants.

## Géographie
La gmina inclut les villages de Czechówka, Łyczanka, Siepraw et Zakliczyn.
La gmina borde les gminy de Dobczyce, Mogilany, Myślenice, Świątniki Górne et Wieliczka.